# ブタナ
ブタナ（豚菜、学名: Hypochaeris radicata）は、キク科エゾコウゾリナ属の多年草。ヨーロッパ原産で、日本では外来種（帰化植物）として各地に広く分布する。原産地のフランスではsaladede pore（豚のサラダ）の名で呼ばれることがあり、ヨーロッパでは食用とされ、和名もその名に由来している。

## 名称
タンポポモドキ (false dandelion) という別名もある。日本では、1933年に舘脇操によって札幌市近郊で初めてこの植物が発見された際は「タンポポモドキ」と命名された。しかし翌年の1934年に、北村四郎は兵庫県六甲山で見つかった同種の植物にブタナと名付け、現在はブタナのほうの名称が主流となっている。標準和名の「ブタナ」は、フランスでの俗名 Salade de porc（ブタのサラダ）を翻訳したものが由来となっている。英名の Catsear は、葉の形がネコの耳 (Cat's ear) に似ているところから命名された。

## 分布と生育環境
現在ではアメリカ大陸やオーストラリア、ニュージーランドなど、世界中に帰化している。日本には昭和初期に入ってきたとされ、全国的に分布している。
主に道路脇、空き地、牧草地など明るく乾燥した場所で生育している。

## 形態・生態

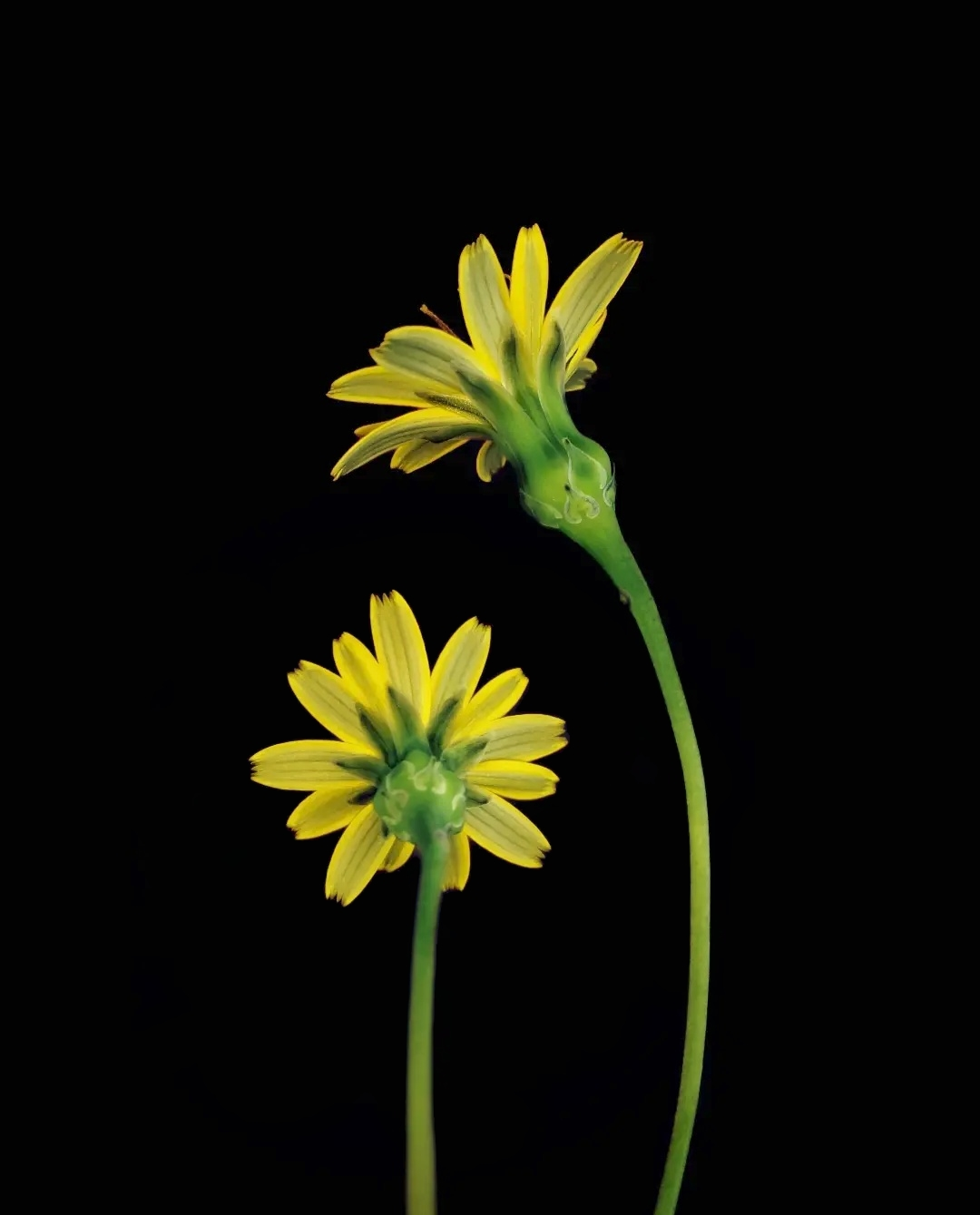
2つの花

多年草。葉はすべて根生葉で、ロゼット状に広げて両面にびっしりと硬い毛が生えている。葉身は切れ込みがないものから、羽状に深く裂けるものまでさまざまである。
開花時期は春から夏、ときに秋まで（6 - 9月頃）。外観はタンポポに似るが、ブタナは30 - 60センチメートル (cm) 程度の花茎が途中で数本に枝分かれし、それぞれの頭に直径3 - 4 cmほどの黄色い花をつけるのが特徴。また花茎に葉は付いていないが、黒色の鱗片状に退化した葉をつける。総苞片は3列に並び、すべて直立する。その背面には白い毛が1列並ぶ。花はすべて舌状花からなり、花冠の先端には浅く5歯がある。花床には長さ1.7 cmになる膜質の細かい鱗片がある。
花後はタンポポと同じく冠毛を付けた痩果となる。冠毛の長さは花筒の2分の1以下。痩果は微細なトゲ状の突起が多くあり、細く伸びたくちばしの先に羽状に分岐した冠毛がつく。
耕起に弱いため畑や水田で問題となることは少ないが、刈り取りには強く果樹園や芝生を生産する畑では強害草として扱われる。
類似種に同じくヨーロッパ原産で、より小型のヒメブタナがあるが、ブタナとヒメブタナの雑種も報告されている。

## 利用
全部分が食用に可能で、ヨーロッパでは特に葉をボイルして食用にする。成長しすぎた茎葉部は硬いが、若葉は苦みが少なく、サラダ、茹で野菜、揚げものなどで食される。
根はタンポポと同様に、コーヒーの代替品として炒ってハーブティーとして飲まれる。